# Марко Пяца
Марко Пяца (на хърватски: Marko Pjaca) е хърватски футболист, полузащитник, който играе за Динамо Загреб.

## Кариера

### Локомотив
Пяца започва професионалната си кариера в Локомотив Загреб. Дебютира в Първа хърватска футболна лига на 24 февруари 2012 г. срещу НК Задар. Това е и единственото му участие за сезона. През сезон 2012/13 получава повече шансове, особено след зимната пауза. Приключва сезона със 17 мача и 2 гола. През сезон 2013/14 записва 31 мача и 7 гола.

### Динамо Загреб
През лятото на 2014 г. е привлечен в Динамо Загреб за сумата от €1 млн. Дебютира в първия мач за сезона срещу Славен Белупо. На 11 декември 2014 г. вкарва хеттрик срещу Селтик в мач от групите на Шампионска лига. Приключва сезона с 47 мача и 14 гола във всички турнири.

### Ювентус
На 21 юли 2016 г. подписва за 5 години с шампиона на Италия Ювентус. Трансферът му от Динамо (Загреб) възлиза на €23 млн. Също така Пяца става най-скъпо продадения футболист на Динамо и на Първа хърватска футболна лига.

## Национален отбор
Прави дебют за националния отбор на 4 септември 2014 г. срещу Кипър, като влиза на мястото на Матео Ковачич, а мачът завършва 2:0 за хърватите.

## Отличия

### Динамо (Загреб)
- Първа хърватска футболна лига (1): 2014/15
- Носител на Купата на Хърватия (1): 2015

### Ювентус
- Серия А (1): 2016/17
- Носител на Купата на Италия (1): 2017